# Kłodawa (województwo podkarpackie)
Kłodawa – wieś w Polsce położona w województwie podkarpackim, w powiecie jasielskim, w gminie Brzyska. Przez wieś przepływa rzeka Wisłoka.
Wieś opactwa benedyktynów tynieckich w powiecie bieckim województwa krakowskiego w końcu XVI wieku. W latach 1975–1998 miejscowość administracyjnie należała do województwa krośnieńskiego.